# 碧玉簪
碧玉簪，越剧古装剧，最初由男班艺人马潮水于1918年编剧。1962年，被拍成电影。

## 故事情节
明朝之时，吏部尚书李廷甫将女儿李秀英许给王玉林，李秀英表哥顾文友设计陷害，导致李秀英受害成疾。王玉林进京夺魁后，请来凤冠霞帔向李秀英道歉。

## 演出
1954年，华东戏曲研究院改编此剧。1954年7月9日，华东越剧实验剧团首演此剧，金采风饰李秀英、丁赛君饰王玉林、任棣华饰李廷甫、余彩琴饰李夫人、沈红笑饰陆氏。
此剧为越剧代表剧目。

## 相关影视
- 1962年越剧电影《碧玉簪》，上海海燕电影制片厂与香港大鹏影业公司联合摄制。